# ГЕС Коголо
ГЕС Коголо (італ. Centrale di Cogolo) — гідроелектростанція на півночі Італії. Знаходячись між ГЕС Малга-Маре (вище по течії) та ГЕС Taio-Santa Giustina, входить до складу каскаду на річці Ноче (права притока Адідже, що впадає в Адріатичне море утворюючи спільну дельту із По), яка на цій ділянці дренує південний схил Ортлерських Альп.
Станція використовує воду з обох витоків Ноче. На північному напрямку відпрацьована на ГЕС Малга-Маре вода потрапляє в нижній балансуючий резервуар, з якого, поповнена за рахунок водозабору із Ноче-Б'янко, подається через дериваційний тунель довжиною понад 4,5 км. На заході на потоці Ноче-Неро споруджена гребля висотою 52 метри, яка утримує водосховище П'ян-Палу із об'ємом 15,5 млн м3 (корисний об'єм 13,6 млн м3) та можливим коливанням води між позначками 1752 та 1800 метрів НРМ. Від цієї греблі до місця початку напірного водогону понад 6 км. При подачі води із Малга-Маре створюється напір у 761 метр, а при роботі із П'ян-Палу — 599 метрів.
Напірний водогын має довжину біля 1,3 км та виходить до машинного залу на правобережжі Ноче-Б'янко, незадовго до її злиття з іншим витоком Ноче. Спочатку 1929 року тут встановили дві турбіни типу Пелтон, які використовували ресурс із Малга-Маре. В 1953-му до них додали третю, розраховану на водосховище П'ян-Палу. А в 1997 році провели серйозну модернізацію, яка включала заміну першої турбіни на значно потужнішу, котра може споживати воду як із Малга-Маре, так і зі сточища Ноче-Неро. В підсумку загальна потужність гідроагрегатів станції зросла до 98,3 МВт. Проте такий показник на практиці майже ніколи не досягається, оскільки Ноче-Б'янко несе воду переважно влітку, під час танення льодовиків, тоді як Ноче-Неро постачає ресурс в основному взимку. Як наслідок, влітку запускають в роботу переважно перший гідроагрегат та, за високої водності Ноче-Б'янко, другий, тоді як третій знаходиться в резерві для короткочасного покриття пікових потреб.